# Équipe de Suède de rugby à XV
L'équipe de Suède de rugby à XV rassemble les meilleurs joueurs de rugby à XV de Suède. Elle est membre de la FIRA - Association Européenne de Rugby et joue dans la Conférence 1 Nord du Championnat Européen des Nations. L'équipe est classée 32e au classement de l'International Rugby Board le 29 septembre 2024.

## Effectif 2022
Joueurs pour les matchs de Conférence 1 Nord 2022.
| Poste            | Joueur                | Club                     |
| ---------------- | --------------------- | ------------------------ |
| Pilier           | Henrik Ek             | Norrköpings RK Troján    |
| Pilier           | Pontus Assarsson      | Richmond FC              |
| Pilier           | Christopher Nilserius | Norrköpings RK Troján    |
| Pilier           | Ale Loman             | Lugi Lions RFC           |
| Pilier           | Gustav Lindberg       | Malmö RC                 |
| Talonneur        | Alexander Nahas       | Erikslunds KF Rugby      |
| Talonneur        | Adam Christersson     | Kalmar Södra IF Rugby    |
| Deuxième ligne   | Elias Granath         | Newcastle University RFC |
| Deuxième ligne   | Jonas Zengler         | Norrköpings RK Troján    |
| Deuxième ligne   | Carl Lindblom         | Stockholm Exiles RFC     |
| Deuxième ligne   | Philip Axelsson       | Norrköpings RK Troján    |
| Deuxième ligne   | Arthur Marini         | Paris Université Club    |
| Troisième ligne  | Theodor Karlsson      | Stockholm Exiles RFC     |
| Troisième ligne  | Vaa Luta Fryxell      | Stockholm Exiles RFC     |
| Troisième ligne  | Sami Paulsson         | Norrköpings RK Troján    |
| Troisième ligne  | Sebastian Nockmar     | Norrköpings RK Troján    |
| Demi de mêlée    | Jack Duffy            | Monkstown FC             |
| Demi d'ouverture | Tim Johanson          | Enköpings RK             |
| Demi d'ouverture | Mattieu Spens Cossin  | Norrköpings RK Troján    |
| Centre           | Philip Murphy         | Watsonians FC            |
| Centre           | Axel Kalling-Smith    | RAMS RFC                 |
| Centre           | Alfred Nordgren       | Harrogate RUFC           |
| Ailier           | Gwion Källarmark      | Bethesda RFC             |
| Ailier           | Samuel Ahlbäck        | Malmö RC                 |
| Ailier           | Hannes Nylén          | Enköpings RK             |
| Arrière          | Alex Melander         | Norrköpings RK Troján    |

## Palmarès
- Viking tri-nations rugby
  - 2011 : vainqueur
- Coupe du monde
  - 1987 : non invitée
  - 1991 : pas qualifiée
  - 1995 : pas qualifiée
  - 1999 : pas qualifiée
  - 2003 : pas qualifiée
  - 2007 : pas qualifiée
  - 2011 : pas qualifiée
  - 2015 : pas qualifiée
  - 2019 : pas qualifiée

## Championnat d'Europe des Nations
- Champions d'Europe des Nations de la division 2A saison 2010-2012
- Vainqueur de la  Conférence 1 Nord  en 2022[3]

## Joueurs emblématiques
- Michael Norlund (Capgemini Rugby depuis 09/2011):    5 matchs - 1 essai